# Pseudozumia indica
Pseudozumia indica (лат.) — вид одиночных ос рода Pseudozumia из семейства Vespidae (Eumeninae).

## Распространение
Юго-Восточная Азия: Вьетнам, Индия, Индонезия, Китай, Малайзия, Шри-Ланка.

## Описание
Чёрные осы (с несколькими мелкими желтоватыми отметинами на клипеусе, груди и на стебельке брюшка), длина около 1 см. Отличаются плотной пунктировкой в апикальной части первого первого стернума и мелкими медио-базальными бороздками S1; мезоскутум с прескутальными желобками, а первый тергит без поперечного киля; мезэпистернум с эпикнемальным килем. Брюшко с длинным узким стебельком T1 (петиоль), который уже второго тергита. Средние голени с одной вершинной шпорой. Вид был впервые описан в 1855 году швейцарским энтомологом Анри де Соссюром под названием Montezumia indica Saussure, 1855, а его видовой статус подтверждён в ходе ревизии, проведённой в 2019 году группой энтомологов из Китая (Ting-Jing Li; Chongqing Normal University, Чунцин), Гонконга (Christophe Barthélémy) и США (Джеймс Карпентер; American Museum of Natural History, Нью-Йорк).